# Liste der Naturdenkmale in Stromberg (Hunsrück)
Die Liste der Naturdenkmale in Stromberg nennt die im Gemeindegebiet von Stromberg ausgewiesenen Naturdenkmale (Stand 7. März 2024).

## Ehemalige Naturdenkmale
| Nr.         | Bezeichnung  | Lage                             | Beschreibung                                        | Bild                                    |
| ----------- | ------------ | -------------------------------- | --------------------------------------------------- | --------------------------------------- |
|             | Rosskastanie | Marktplatz Lage                  | Aesculus hippocastanum; Rechtsverordnung aufgehoben | Direkt Bild zu diesem Denkmal hochladen |
| ND-7133-397 | Zwei Linden  | Im Zwengel, gegenüber Nr. 9 Lage | Tilia sp., zwei Bäume; Rechtsverordnung aufgehoben  | Direkt Bild zu diesem Denkmal hochladen |